# Ofenerfeld
Ofenerfeld is een dorp in de Duitse deelstaat Nedersaksen. Het valt bestuurlijk onder de gemeente Wiefelstede in de Landkreis Ammerland. Ofenerfeld telt 915 inwoners (01-01-2016).